# World Surfing Games 1964
I World Surfing Games 1964 si sono svolti a Manly, nei sobborghi di Sydney, in Australia.

## Podi
| Evento         | Oro               | Argento      | Bronzo            |
| Gara maschile  | Midget Farrelly   | Mike Doyle   | Joey Cabell       |
| Gara femminile | Phyllis O'Donnell | Linda Benson | Heather Nicholson |

## Medagliere
| Posiz. | Nazione     | Oro | Argento | Bronzo | Totale |
| ------ | ----------- | --- | ------- | ------ | ------ |
| 1      | Australia   | 2   | 0       | 1      | 3      |
| 2      | Stati Uniti | 0   | 2       | 1      | 3      |
| Totale | Totale      | 2   | 2       | 2      | 6      |